# Ivan Lendrić
Ivan Lendrić (Split, 8. kolovoza 1991.) hrvatski je nogometaš koji trenutačno igra za francuski šestoligaški klub CS Avion kao srednji napadač. Igra desnom nogom.

## Karijera
Nakon sezona u Hajduku, proveo je sezonu na posudbi u mostarskom Zrinjskom. Skrenuo je pozornost stručnjaka i javnosti na sebe. Sa 16 postignutih golova bio je prvi strijelac bosanskohercegovačke Premijer lige. Dobio je nadimak "solinski Torres". Ipak, bilo je teško izboriti mjesto u napadu u prvoj momčadi, jer su konkurenciju činili vrhu i drugi najbolji strijelac HNL-a prošle sezone Ante Vukušić, najbolji strijelac crnogorske lige Ivan Vuković, Ahmad Sharbini s više od 50 pogodaka u HNL-u do tada, mladi reprezentativac Duje Čop, najbolji strijelac druge lige Hrvoje Tokić, Ivan Jakov Džoni, Mario Jelavić, Kiš... Mogao je ljeta 2011. otići iz Hajduka, portugalska Braga spremila je nešto više od 700 tisuća eura za njega, ali Lendrić nije želio otići, jer se ponadao da je dočekao svojih "pet minuta".
No, za Lendrića nije bilo mjesta, kao ni za Jelavića, Kiša, Čopa. Lipnja 2012. prešao je u belgijski Zulte Waregem bez odštete za Hajduk.
Poslije par sezona skromna uspjeha u Belgiji, Lokomotiva ga je odlučila dovesti u svoje redove. Došao je za 600.000 eura. Siječnja 2014. ugovor s Lokomotivom mu je istekao, a postigao je samo jedan pogodak u šest nastupa. 
U veljači je kao slobodni igrač potpisao za austrijskog drugoligaša Kapfenbergera, u kojem je postigao pet pogodaka u petnaest nastupa. 30. kolovoza 2014. potpisao je za talijanskog trećeligaša Südtirol. U prvoj polovici 2015. Lendrić je u slovenskom prvoligašu Celju. 5. siječnja 2016. u zimskom prijelaznom roku prešao je u bh. prvoligaša Željezničara. Dolazak u Željezničar pokazao se punim pogotkom. U polusezoni je odigrao 15 utakmica i postigao 10 pogodaka, te je 30. lipnja 2016. potpisao novi ugovor sa Željezničarom kojim je produljio vjernost klubu do ljeta 2018. godine.
U srpnju 2017. je Lendrić potpisao za francuski RC Lens u Ligue 2.

## Reprezentacija
Igrao je u svim mladim uzrastima hrvatske reprezentacije. Nastupio je četiri puta u kvalifikacijskim utakmicama za europskog prvenstvo uzrasne kategorije do 21 godine. Na svjetskom prvenstvu do 20 godina u Kolumbiji odigrao je tri utakmice i postigao jedan pogodak. Hrvatsku izabranu momčad vodio je Ivica Grnja, a Lendrić je postigao pogodak u utakmici koju je Hrvatska izgubila od Nigerije 2:5.

## Priznanja
- Sezone 2009./10. najbolji strijelac hrvatske juniorske lige, a Sportske novosti su ga proglasile najboljim mladim igračem.[12]
- Najbolji strijelac Premijer lige BiH 2010./2011.

## Vanjske poveznice
- Ivan Lendrić, Hrvatski nogometni savez
- Ivan Lendrić na Hrvatskim nogometnim statistikama
- Ivan Lendrić  Arhivirana inačica izvorne stranice od 20. studenoga 2015. (Wayback Machine) u Fifinim natjecanjima
- Ivan Lendrić na Weltfussball